# جورج سيسيل جافي
جورج سيسيل جافي (بالألمانية: George Jaffé)‏ (و. 1880 – 1965 م) هو كيميائي، وفيزيائي، وأستاذ جامعي من ألمانيا . ولد في موسكو .
توفي في غوبينغن، عن عمر يناهز 85 عاماً.

## مناصب وهيئات
أدار جامعة لايبتزغ، وجامعة غيسن.